# فيل فورد (كرة سلة)
فيل فورد (بالإنجليزية: Phil Ford)‏ مواليد 9 فبراير 1956 في روكي ماونت، هو مدرب كرة سلة أمريكي ولاعب سابق. بدأ مسيرته الاحترافية في سنة 1978. تم اختياره من قبل فريق سكرامنتو كينغز خلال الدرافت. يبلغ طوله 6 قدم 2 بوصة (1.9 م). شارك في دورة الألعاب الأولمبية الصيفية سنة 1976. اعتزل اللعب في 1985. أحرز خلال مسيرته في الإن بي إيه 5594 نقطة بمعدل 11.6 نقطة في المباراة الواحدة.

## المسيرة الاحترافية
لعب مع سكرامنتو كينغز من سنة 1978 إلى 1982، ثم لعب مع بروكلين نتس في سنة 1982، ثم لعب مع ميلووكي باكز في موسم 1982–1983، ثم لعب مع هيوستن روكتس من سنة 1983 إلى 1985.

## الميداليات
| الميدالية | المسابقة                       |
| --------- | ------------------------------ |
| ذهبية     | الألعاب الأولمبية الصيفية 1976 |

## روابط خارجية
- فيل فورد على موقع الاتحاد الدولي لكرة السلة (الإنجليزية)
- فيل فورد على موقع إن بي أي (الإنجليزية)
- فيل فورد على موقع سبورتس رفرنس (الإنجليزية)
- فيل فورد على موقع كلية كرة السلة في سبورتس رفرنس.كوم (الإنجليزية)
- فيل فورد على موقع ريلجم (الإنجليزية)
- فيل فورد على موقع بروبوليرز (الإنجليزية)
- فيل فورد على موقع قاعة المشاهير الجامعة الوطنية لكرة السلة (الإنجليزية)
- فيل فورد على موقع سبورتس رفرنس (الإنجليزية)
- فيل فورد على موقع سبورتس رفرنس (الإنجليزية)
- فيل فورد على موقع أوليمبيديا (الإنجليزية)